# 교고쿠 다카모리
교고쿠 다카모리(일본어: 京極高盛, 1650년 9월 22일 ~ 1709년 3월 11일)는 단고 다나베번 제3대 번주, 다지마 도요오카번 초대 번주를 지냈다. 다지마 도요오카번 교고쿠가(但馬豊岡藩京極家) 제3대 당주.
| 전임 교고쿠 다카나오 | 제3대 단고 다나베번 번주 (교고쿠가) 1663년 ~ 1668년 | 후임 마키노 지카시게 |

| 전임 막부령(스기하라 시게하루) | 제1대 다지마 도요오카번 번주 (교고쿠가) 1668년 ~ 1674년 | 후임 교고쿠 다카즈미 |